# Lago Colombo
Il lago Colombo è un laghetto artificiale situato in alta Valle Brembana nel comune di Branzi.
Lo sbarramento, costruito tra il 1924 ed il 1928, ha creato un bacino con un'estensione di 144.000 metri quadrati ed una capacità di 2.880.000 m³ di acqua che, unitamente a quelle del vicino invaso dei Laghi Gemelli, alimenta la centrale idroelettrica di Sardegnana.
La via più breve per raggiungerlo parte da Carona. Entrati nell'abitato bisogna prendere subito a destra, attraversare la diga e percorrere la strada che costeggia il lago di Carona fino al piazzale antistante un bar. Da qui parte il sentiero per i Laghi Gemelli, che sale attraverso una pineta ripida incrociando in diversi punti la teleferica dell'Enel fino al Lago Marcio. Si costeggia il lago a sud fino a giungere in vista del Lago Casere. 
Qui si incrocia il sentiero che sale da Branzi, e si prende in direzione nord-est fino a raggiungere i Laghi Gemelli. Si attraversa quindi la diga e si prende a sinistra verso il Lago Colombo.
Salendo da Carona, inoltre, si può prendere anche il sentiero che, sotto la diga del Lago Marcio, si dirige verso il Lago Becco e si prosegue in direzione del Lago Colombo.

È possibile infine raggiungerlo anche dalla val Seriana, tramite il passo di Valsanguigno est (chiamato anche Passo del Farno), che conduce nell'omonima valle.

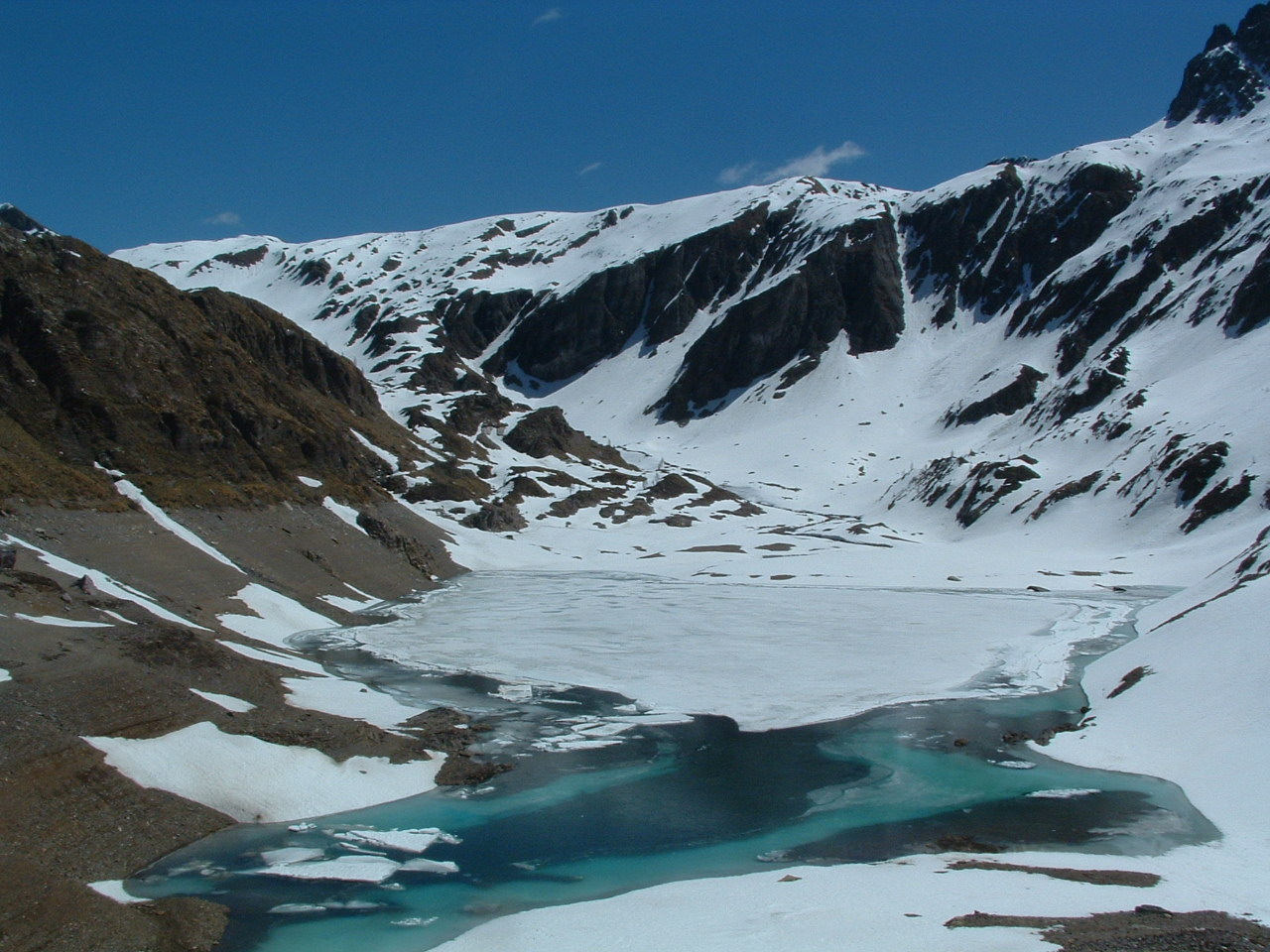
Il Lago Colombo al disgelo
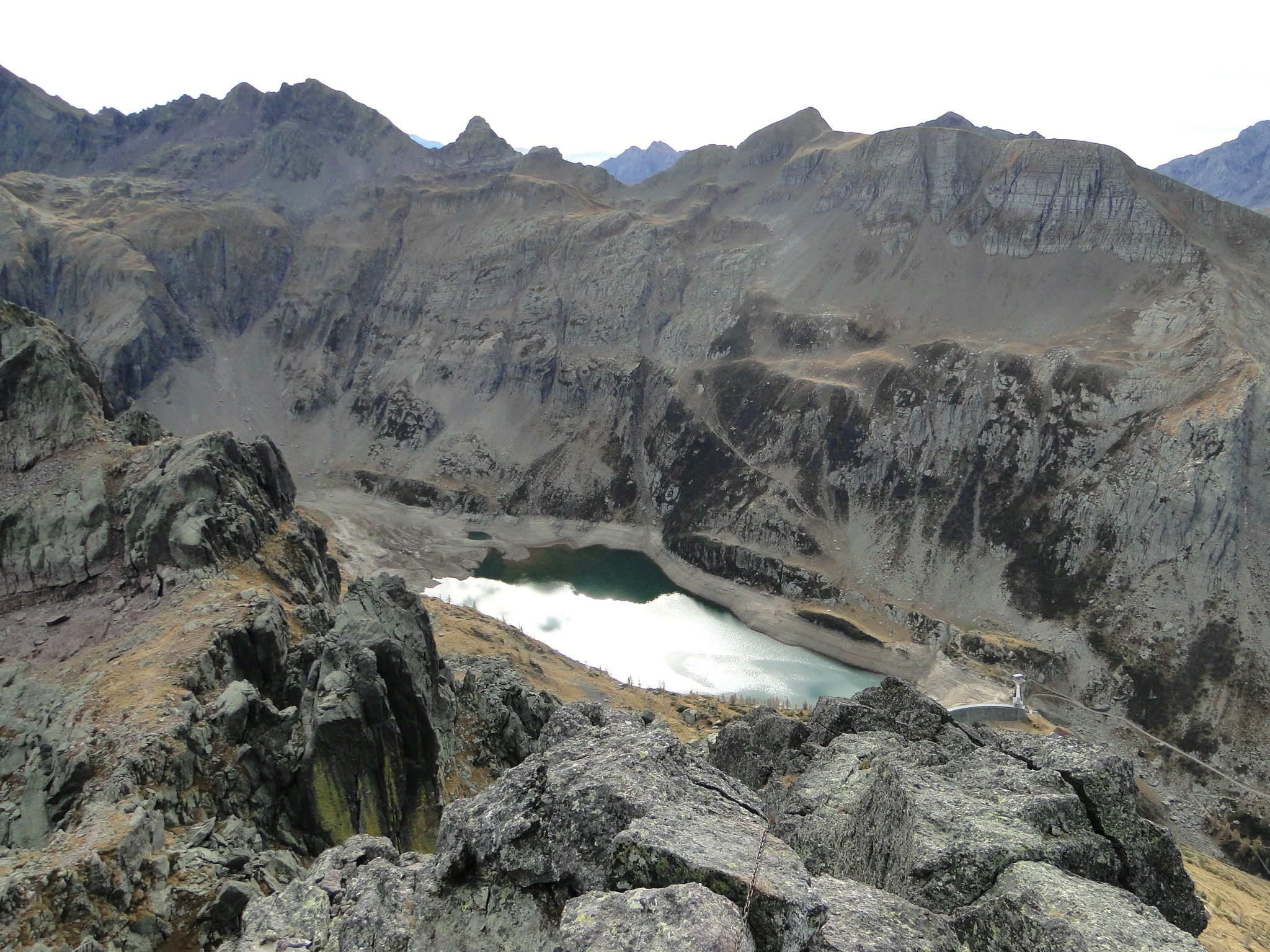
Il lago visto dal Pizzo del Becco
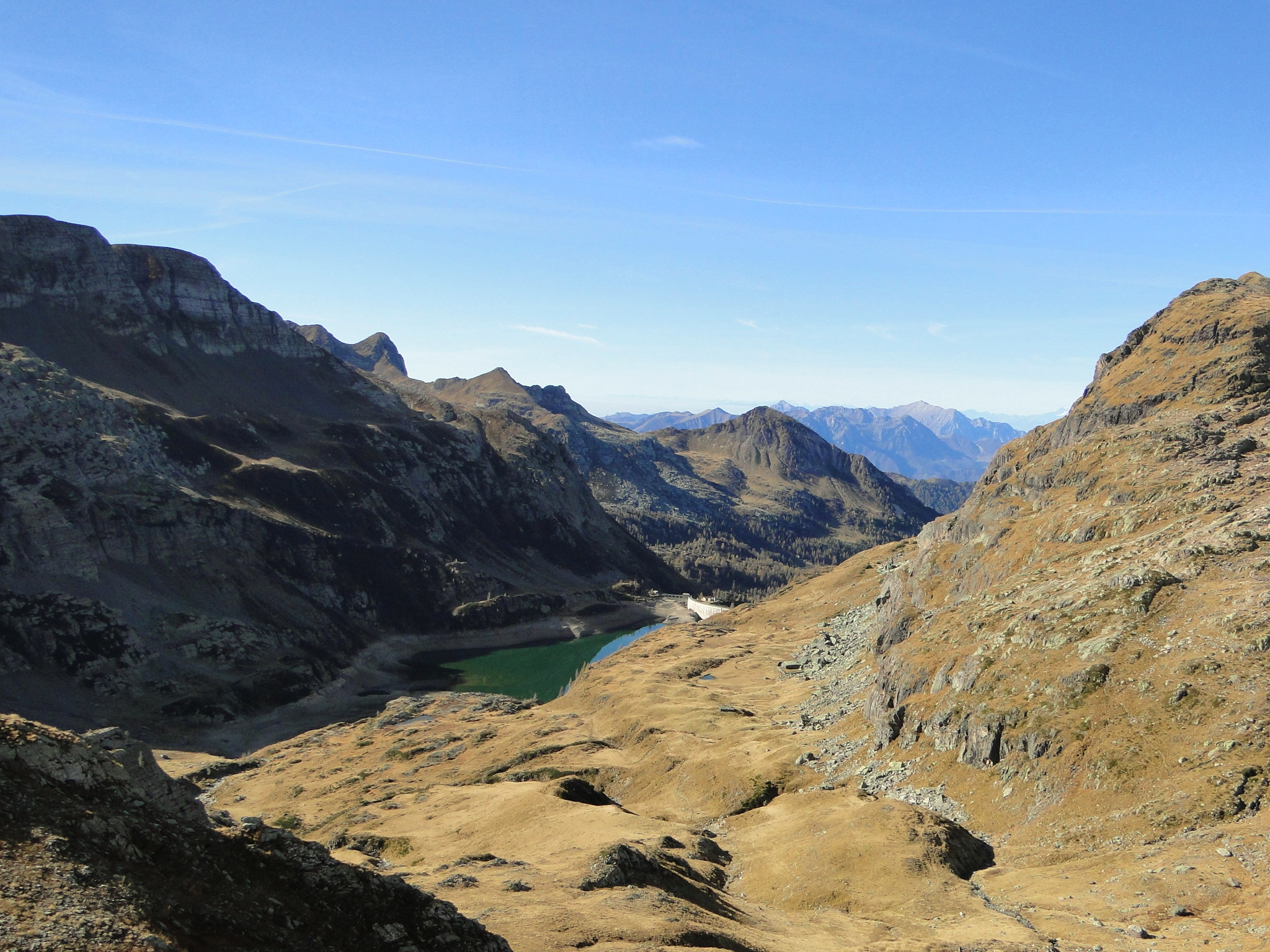
Il lago visto dal sentiero per il Passo di Aviasco
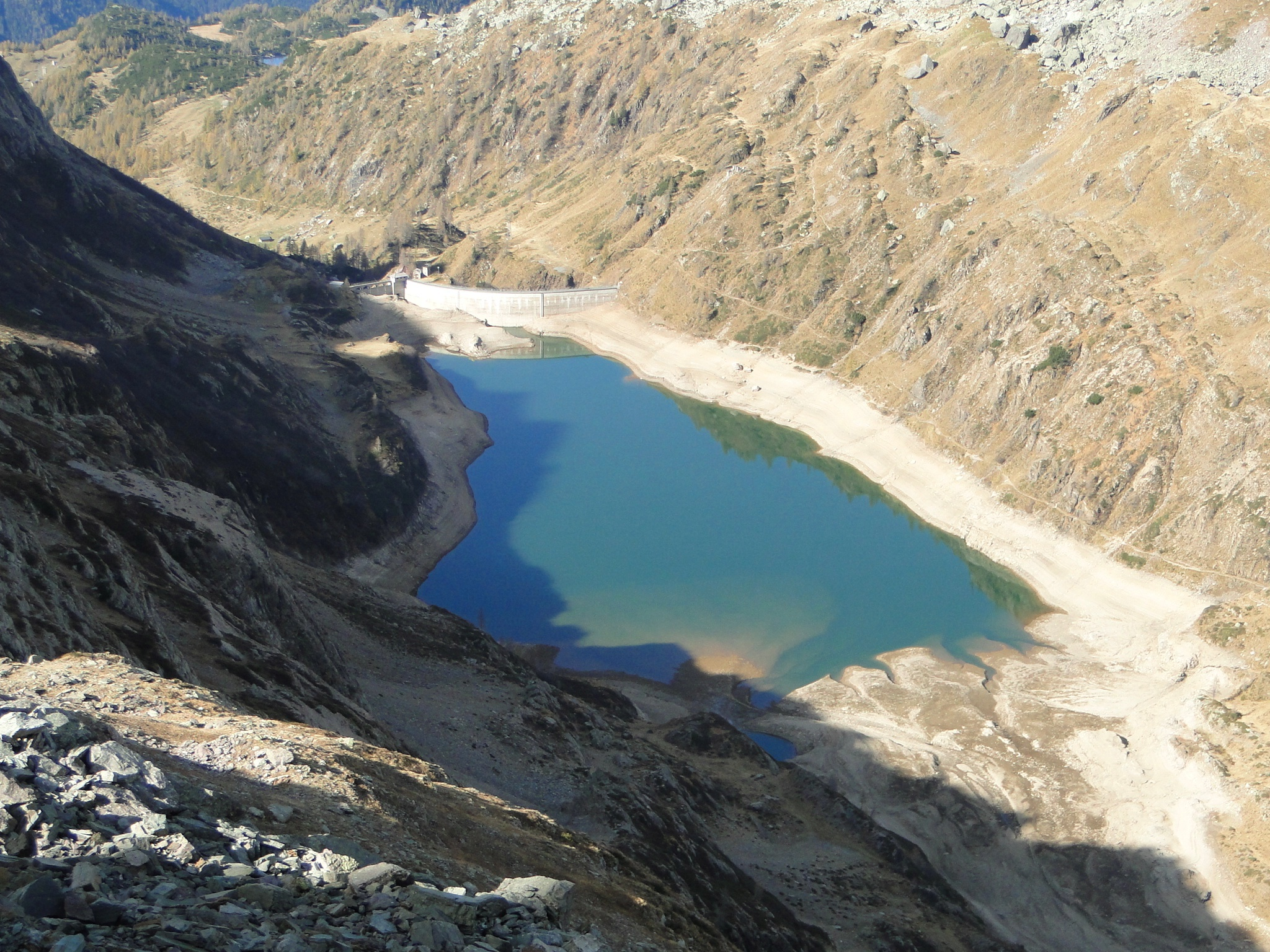
Il Lago Colombo da est